# رجال شرطة مبتدئين
رجال شرطة مبتدئين (بالكورية: 너와 나의 경찰수업) هو مسلسل كوري جنوبي، من بطولة كانغ دانييل وتشاي سو بين، يتم عرضه على منصة ديزني+ في 26 يناير 2022 ، وهي أول سلسلة أصلية كورية جنوبية.

## روابط خارجية
- رجال شرطة مبتدئين على موقع IMDb (الإنجليزية)
- رجال شرطة مبتدئين على موقع روتن توميتوز (الإنجليزية)
- رجال شرطة مبتدئين على موقع كينوبويسك (الروسية)
- رجال شرطة مبتدئين على موقع قاعدة بيانات الفيلم (الإنجليزية)